# Ein Herbstnachmittag
Ein Herbstnachmittag (japanisch 秋刀魚の味, Samma no aji) ist ein japanischer Film aus dem Jahr 1962. Es ist der letzte Film des Regisseurs Yasujirō Ozu. Die Hauptrollen spielten Ryū Chishū und Shima Iwashita.

## Handlung
Prächtige, rauchende Schornsteine zu Beginn zeigen den Wirtschaftsaufschwung Japans, später zeigen die seltenen Ausblicke auf die Neubauten der Stadt, wie hässlich sie eigentlich ist. Hirayama, Abteilungsleiter in einer Firma, trifft sich regelmäßig mit seinen Klassenkameraden. Als einer von ihnen zufällig den alten Lehrer Sakuma mit Spitznamen „Flaschenkürbis“ trifft, beschließt man ihn einzuladen. Der genießt den Abend und freut sich nach vierzig Jahren seine Schüler wieder zu sehen. Dabei isst und trinkt er ein bisschen zu viel, so dass die Gastgeber ihn nach Hause fahren. Dabei stellen sie fest, dass der Alte sich mit einem Nudel-Imbiss durchs Leben schlägt, versorgt von seiner inzwischen älter gewordenen Tochter.
Die Old Boys sammeln Geld, das Hirayama überbringt. Ein junger Gast im Nudel-Imbiss erkennt ihn freudestrahlend als seinen früheren Vorgesetzten im Kriege und bittet ihn in seine Stammkneipe mitzukommen. Dort lässt der junge Mann Marschmusik auflegen, was zu einer der bekanntesten Ozu-Szenen führt, als der junge Mann durch die Bar marschiert und der etwas verlegene Hirayama und die Bar-Chefin hinter der Theke (die Hirayama an seine verstorbene Frau erinnert) den Gruß erwidern. Als dann der junge Mann sagt: „Wenn wir den Krieg gewonnen hätten, wären wir jetzt in New York!“, erwidert Hirayama nachsichtig: „Gut, dass wir ihn nicht gewonnen haben.“
Durch die Begegnung mit dem alten Lehrer und dessen Tochter begreift Hirayama, dass er sich von seiner Tochter trennen muss. Über Umwege – eine Chance war bereits verpasst – wird schließlich ein geeigneter Bräutigam gefunden, es kommt zur Hochzeit. Als die Feier (die nicht gezeigt wird) vorbei ist, sitzt Hirayama mit seinen alten Freunden zusammen, geht dann alleine in die Bar mit der Madam, die ihn an seine Frau erinnert, um etwas zu trinken und hört wieder die Marschmusik. Dunkel gekleidet wird er gefragt, ob er von einer Beerdigung komme. Ja, antwortet er, das könne man so sagen und lässt sich Whisky pur einschenken. Zu Hause warten Sohn und Schwiegertochter, als er endlich, nicht ganz nüchtern, erscheint. Sie versprechen, ihn gelegentlich zu besuchen. Der jüngere Sohn, der noch zu Hause lebt, ermahnt den Vater, der lallend den Marsch summt, ins Bett zu gehen. Wehmütig blickt er auf den Treppenaufgang der zum inzwischen leeren Zimmer seiner Tochter führt. Der Film klingt aus mit der melancholischen Stimmung des Vaters, sinnend auf dem Stuhl sitzend.

## Hintergrund
Die meisten Szenen spielen sich Ozu-typisch ab wie auf einer Bühne mit fester Kamera-Position. Ab und zu gibt es einen Blick in die Umwelt, untermalt von einer betont fröhlichen Musik. Manchmal ist es still bis auf das Läuten der Bahnschranken, die sich für die Vorortzüge schließen. Die bescheidene wirtschaftliche Lage der Zeit wird dokumentiert, aber das eigentliche Thema sind die kleinen und großen Chancen im persönlichen Bereich, die übersehen und verpasst werden – und das Altwerden. Rauchende Schornsteine, der alte Mann zum Schluss alleine – Ozu greift vieles von Die Reise nach Tokyo auf.
Der Film ist, wie immer bei Ozu, bis in die Nebenrollen sehr gut besetzt. Da ist Higashino, der den alten Lehrer spielt, aber der auch fürstlich auftreten kann als Mito Kōmon, d. h. Tokugawa Mitsukuni in einer Fernsehserie, als auch Sada als Hirayamas Ältester oder Kishida, hier als Chefin der Bar.

## Kritik
Das Lexikon des internationalen Films schreibt: „Mit Ruhe und zärtlichem Einfühlungsvermögen werden existentielle Konflikte hinter den Kulissen beschrieben: Der Gegensatz der Generationen, die Bedeutung von Familie und Elternhaus, das Problem des Alterns und der damit drohenden Einsamkeit erweisen sich als ungebrochen aktuell.“